# Julia Kasdorf
Julia Kasdorf (* 6. Dezember 1962 in Lewistown, Pennsylvania) ist eine US-amerikanische Schriftstellerin.

## Leben
Julia Kasdorf stammt aus einer mennonitischen Familie. Sie studierte am Goshen College in Goshen, Indiana, und später an der New York University in New York City. Sie lehrt derzeit kreatives Schreiben an der Pennsylvania State University in Pennsylvania.

## Auszeichnungen
- 2004 Pushcart Preis
- 2001 Book of the Year Award
- 1993 The Great Lakes Colleges Award for New Writing
- 1991 Agnes Lynch Starrett Poetry Preis

## Werke (Auswahl)
- Broken Land: Poems of Brooklyn, (2007) ISBN 0-8147-4802-3
- Fixing Tradition: Joseph W. Yoder, Amish American, Cascadia Publishing House (2003) ISBN 1-931038-06-6
- The Body and the Book: Writing from a Mennonite Life, Johns Hopkins University Press (2001) ISBN 0-8018-6662-6
- Eve's Striptease (Pitt Poetry), University of Pittsburgh Press (1998) ISBN 0-8229-5668-3
- Sleeping Preacher (Pitt Poetry), University of Pittsburgh Press (1992) ISBN 0-8229-5480-X